# Linna
Linna es una localidad situada en el municipio de Jõhvi, en el de condado de Ida-Viru, Estonia. Tiene una población estimada, en 2021, de 39 habitantes. 
Está ubicada en el centro-norte del condado, junto a la costa del golfo de Finlandia (mar Báltico).